# وایت‌هیون
latitudeوایت‌هیونlongitudeوایت‌هیون
وایت‌هِیون (به انگلیسی: Whitehaven) یک منطقهٔ مسکونی در انگلستان است که در شمال غربی انگلستان واقع شده‌است.

## خصوصیات
وایت‌هِیون ۲۵٬۰۳۲ نفر جمعیت دارد.